# Chapelle Saint-Nicodème de Lannion
La chapelle Saint-Nicodème est un édifice situé à Lannion, en France.

## Localisation
La chapelle est située sur le territoire de la commune de Lannion, dans le département des Côtes-d'Armor, en région Bretagne.

## Description
Chapelle de plan rectangulaire à vaisseau unique, elle est construite en moellon de schiste ocre et granite locaux. Le pignon sud-ouest est construit en moellon de granite taillés. Le toit à longs pans est couvert d'ardoise épaisse.
Plusieurs ouvertures sont des réemplois : la baie style gothique à remplage, la porte à accolade et la fenêtre. L'autel du chevet est éclairé par un oculus.
Le clocher est un ajout effectué lors de la restauration. 

## Historique
La chapelle est liée au manoir de Kervégan, dont les différents seigneurs ont gravé leur blasons sur les murs.
En 1826, elle n'est plus consacrée et sert de bâtiment rural.
La chapelle est inscrite partiellement (façades et toitures) au titre des monuments historiques par arrêté du 26 novembre 1964. Elle est alors en mauvais état, avec une toiture menaçant de s'effondrer.
Le propriétaire demande en 1977 l'autorisation de détruire la chappelle, ce qui lui est refusé par les services de l'État. La famille de Roquefeuil achète l'édifice en 1982 et le restaure dans les années 1980-1990. 

## Galerie

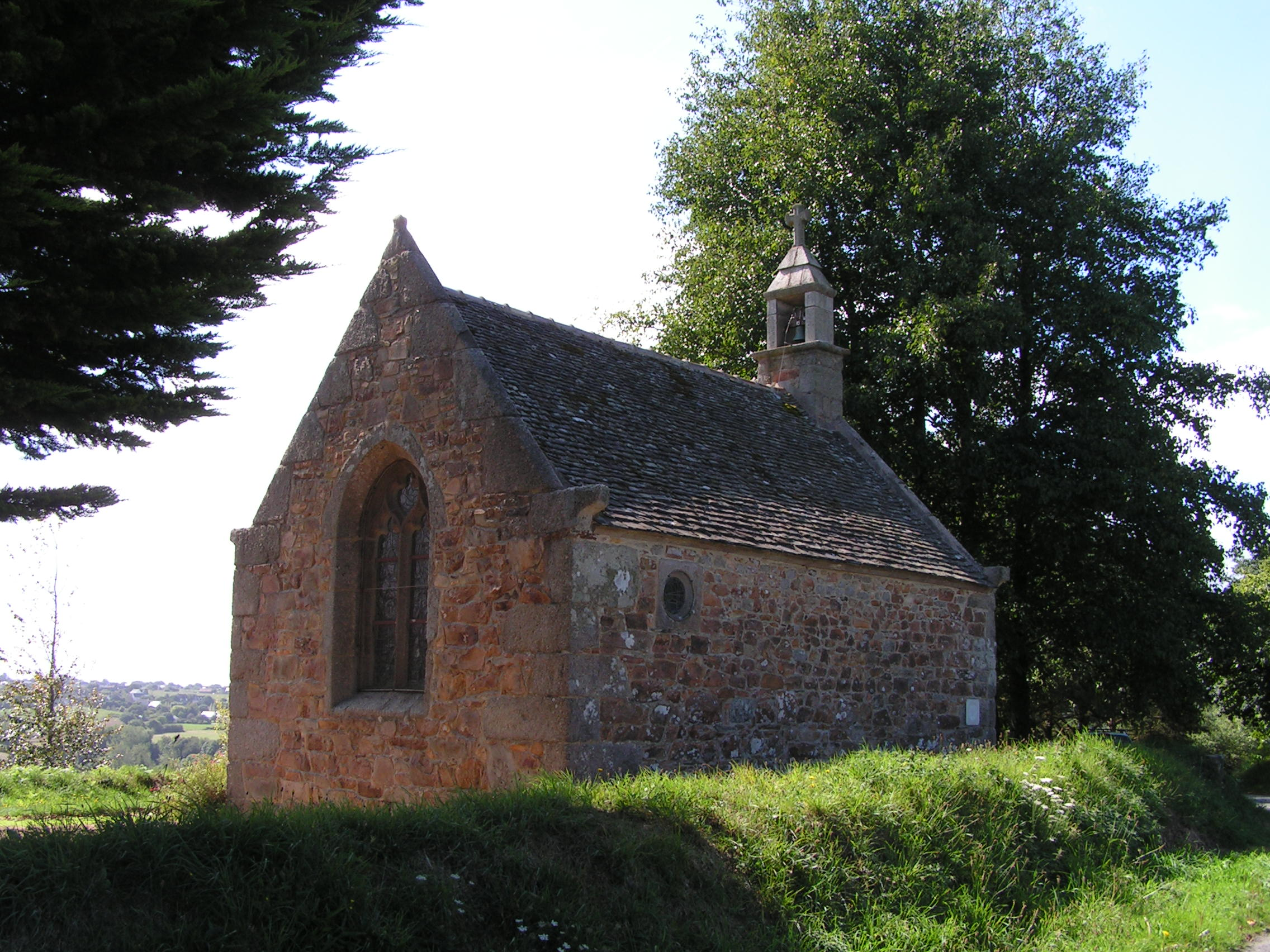
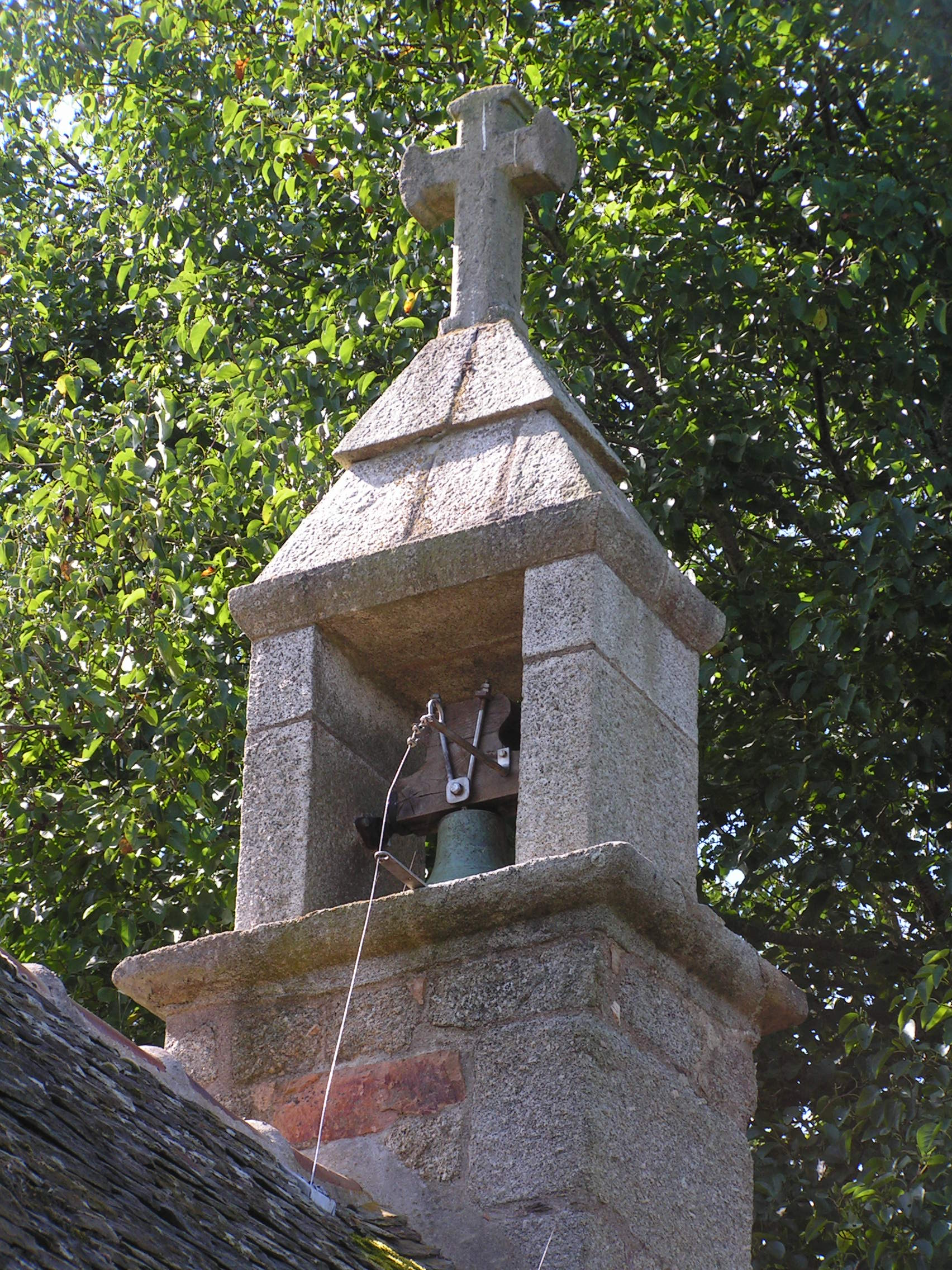
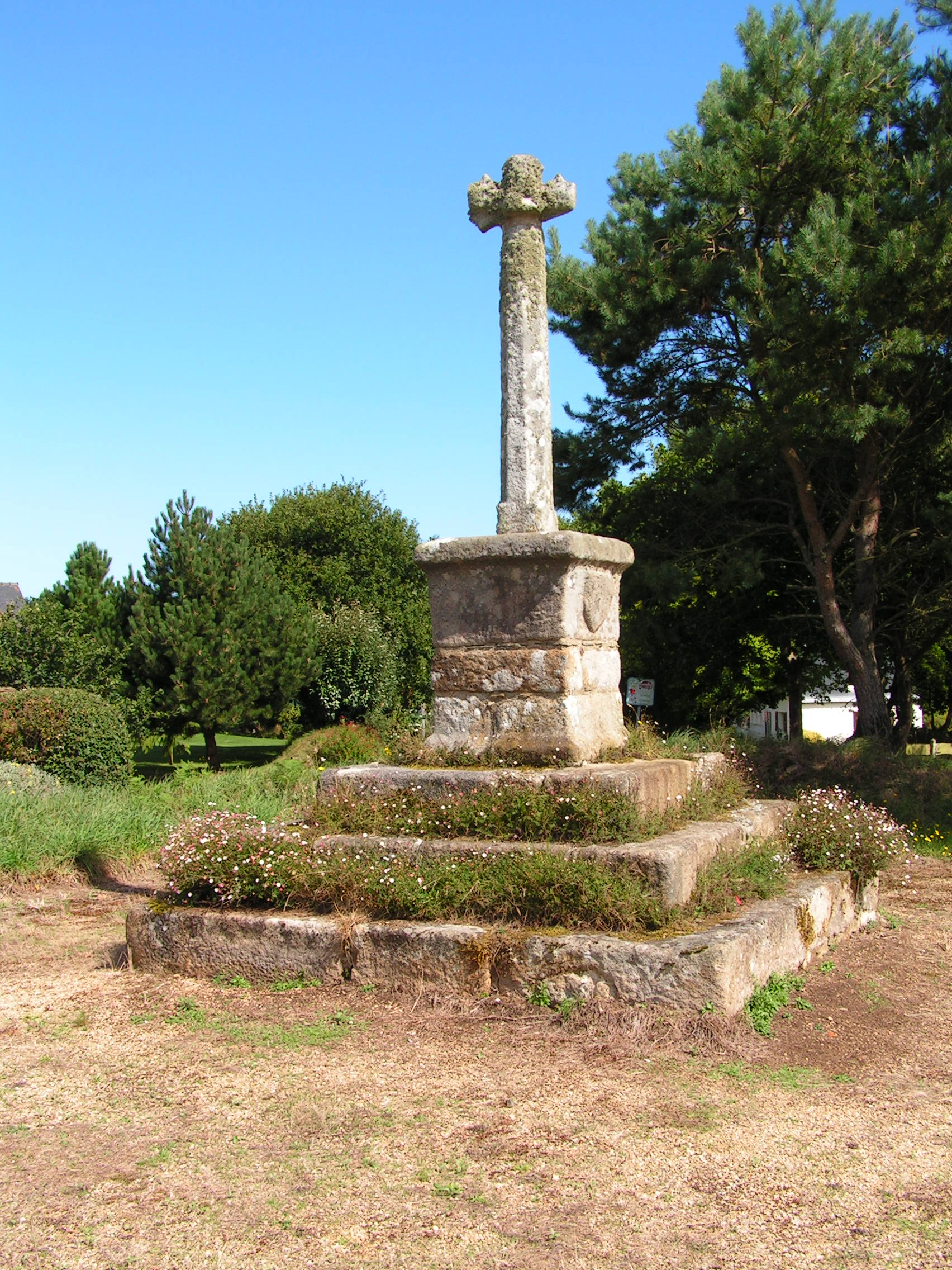